# Ma meilleure ennemie
Ma meilleure ennemie (em português brasileiro: "Meu Melhor Inimigo") é uma música do cantor e compositor belga Stromae e da musicista francesa Pomme. Foi lançada em 23 de novembro de 2024 como parte da trilha sonora da segunda temporada da série animada da Netflix Arcane, e, em seguida, foi divulgada nas rádios italianas em 6 de dezembro de 2024, através da Riot Games e Virgin Music. A música foi escrita pelos artistas em colaboração com Alexander Seaver, além do irmão de Stromae e seu colaborador de longa data, Luc Van Haver.
Em 4 de abril de 2025, uma nova versão da música foi lançada, com a participação da banda britânica Coldplay.

## Contexto
Em 23 de novembro de 2024, Stromae usou as redes sociais para anunciar sua colaboração com Pomme, afirmando que ambos "criaram uma música especial" para a temporada final da série Arcane, que foi lançada na Netflix no mesmo dia. A música marca o retorno do cantor após uma pausa de dois anos da música e o cancelamento de sua turnê do álbum Multitude no início de 2023 por questões de saúde.
"Ma meilleure ennemie" toca durante o sétimo episódio da segunda temporada de Arcane, acompanhando uma cena chave em que os personagens Ekko e Powder dançam.
Em 20 de março de 2025, foi lançado o videoclipe da música, expandindo a cena de dança entre Jinx e Ekko. Sob a direção de Tom Gouill, o clipe combina live-action com a animação da Fortiche

## Desempenho comercial
Nas primeiras 24 horas depois do lançamento, a música quebrou o recorde de canção em francês mais reproduzida no Spotify no primeiro dia de lançamento.

## Gráficos

### Gráficos semanais
| Parada (2024–2025)                                  | Melhor posição |
| --------------------------------------------------- | -------------- |
| Argentina (Argentina Hot 100)                       | 73             |
| Austrália (ARIA)                                    | 23             |
| Áustria (Ö3 Austria Top 75)                         | 28             |
| Belarus Airplay (TopHit)                            | 4              |
| Bélgica (Ultratop 50 de Flandres)                   | 8              |
| Bélgica (Ultratop 50 da Valônia)                    | 1              |
| Bolívia (Billboard)                                 | 9              |
| Brasil (Billboard Brasil Hot 100)                   | 27             |
| Canadá (Canadian Hot 100)                           | 29             |
| Chile (Billboard)                                   | 14             |
| Comunidade dos Estados Independentes (Tophit)       | 13             |
| Croácia (Billboard)                                 | 19             |
| República Checa (Singles Digitál Top 100)           | 2              |
| Equador (Billboard)                                 | 22             |
| Finlândia (Suomen virallinen lista)                 | 19             |
| França (SNEP)                                       | 1              |
| Alemanha (Offizielle Deutsche Charts)               | 28             |
| Mundo (Billboard Global 200)                        | 11             |
| Greece International (IFPI)                         | 1              |
| Hungria (Single Top 40)                             | 11             |
| Irlanda (IRMA)                                      | 18             |
| Israel (Mako Hit List)                              | 72             |
| Italy (FIMI)                                        | 54             |
| Kazakhstan Airplay (TopHit)                         | 4              |
| Latvia (LaIPA)                                      | 2              |
| Latvia Airplay (TopHit)                             | 12             |
| Lebanon Airplay (Lebanese Top 20)                   | 4              |
| Lithuania (AGATA)                                   | 2              |
| Lithuania Airplay (TopHit)                          | 8              |
| Luxembourg (Billboard)                              | 4              |
| Moldova Airplay (TopHit)                            | 102            |
| Países Baixos (Dutch Top 40)                        | 31             |
| Países Baixos (Single Top 100)                      | 21             |
| New Zealand (Recorded Music NZ)                     | 11             |
| Norway (VG-lista)                                   | 31             |
| Peru (Billboard)                                    | 19             |
| Philippines (Philippines Hot 100)                   | 82             |
| Poland (Polish Streaming Top 100)                   | 2              |
| Portugal (AFP)                                      | 7              |
| Romania (Billboard)                                 | 7              |
| Russia Airplay (TopHit)                             | 12             |
| Singapore (RIAS)                                    | 13             |
| Eslováquia (Singles Digitál Top 100)                | 5              |
| Espanha (PROMUSICAE)                                | 28             |
| Suriname (Nationale Top 40 Suriname)                | 28             |
| Suécia (Sverigetopplistan)                          | 30             |
| Suíça (Schweizer Hitparade)                         | 4              |
| Turkey International Airplay (Radiomonitor Türkiye) | 2              |
| Emirados Árabes Unidos (IFPI)                       | 18             |
| Ukraine Airplay (TopHit)                            | 113            |
| Reino Unido (UK Singles Chart)                      | 19             |
| Estados Unidos (Billboard Hot 100)                  | 69             |
| US World Digital Song Sales (Billboard)             | 2              |

### Gráficos mensais
| Parada (2024–2025)          | Melhor posição |
| --------------------------- | -------------- |
| Belarus Airplay (TopHit)    | 15             |
| CIS Airplay (TopHit)        | 17             |
| Kazakhstan Airplay (TopHit) | 6              |
| Latvia Airplay (TopHit)     | 21             |
| Lithuania Airplay (TopHit)  | 16             |
| Russia Airplay (TopHit)     | 17             |